# Guido van der Werve
Guido van der Werve és un artista visual neerlandès. Després de cursar diversos estudis, que inclouen piano clàssic, llengua i literatura russa i arqueologia, Guido van der Werve va estudiar arts audiovisuals a la Rietveld Academy i la Rijksakademie d'Amsterdam. Actualment viu i treballa a Berlín, on fa pel·lícules en les quals posa en pràctica els seus múltiples interessos, com la composició, l'arqueologia i el triatló. Van der Werve, que ha crescut amb la música, està interessat a aconseguir un art visual que es percebi de manera tan immediata com la música.